# Smart Wings
Smart Wings (mã IATA = QS, mã ICAO = TVS) là hãng hàng không giá rẻ của Cộng hòa Séc, trụ sở ở Praha. Hãng có các tuyến đường tới các nước châu Âu. Căn cứ chính của hãng ở Sân bay quốc tế Ruzyně và Sân bay quốc tế Budapest Ferihegy

## Lịch sử
Smart Wings được thành lập và bắt đầu hoạt động từ năm 2004 và do hãng hàng không Travel Service của Cộng hòa Séc làm chủ. Năm 2007, Icelandair Group đã viết thư tỏ ý muốn mua Smart Wings, dự trù 50% trong năm 2007 và 50% trong năm 2008.

## Các nơi đến

#### Châu Âu
- Bulgaria
  - Burgas
- Cộng hòa Síp
  - Larnaca
- Cộng hòa Séc
  - Sân bay Brno-Tuřany
  - Ostrava
  - Praha
- Pháp
  - Paris
- Hy Lạp
  - Chania
  - Corfu
  - Heraklion
  - Kalamata
  - Kos
  - Rhodes
  - Samos
  - Thessaloniki
  - Zakynthos
- Hungary
  - Budapest
- Ý
  - Roma
- Nga
  - Moskva
- Tây Ban Nha
  - Barcelona
  - Girona
  - Las Palmas
  - Madrid
  - Málaga
  - Palma de Mallorca
  - Tenerife
  - Valencia

#### Trung Đông
- Các Tiểu vương quốc Ả rập Thống nhất
  - Dubai

## Đội máy bay

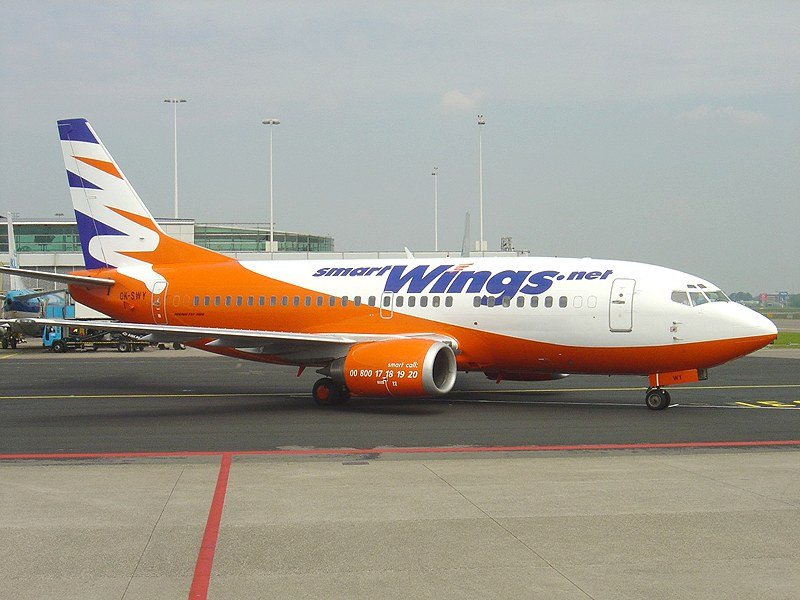
Máy bay Boeing 737-500 của Smart Wings

- 2 Boeing 737-500
- 8 Boeing 737-800